# Крішень (Селаж)
Крішень, Крішені (рум. Crișeni) — село у повіті Селаж в Румунії. Адміністративний центр комуни Крішень.
Село розташоване на відстані 390 км на північний захід від Бухареста, 5 км на північ від Залеу, 65 км на північний захід від Клуж-Напоки.

## Населення
За даними перепису населення 2002 року у селі проживали 1236 осіб.
Національний склад населення села:
| Національність | Кількість осіб | Відсоток |
| -------------- | -------------- | -------- |
| румуни         | 1148           | 92,9%    |
| цигани         | 54             | 4,4%     |
| угорці         | 34             | 2,8%     |

Рідною мовою назвали:
| Мова      | Кількість осіб | Відсоток |
| --------- | -------------- | -------- |
| румунська | 1200           | 97,1%    |
| угорська  | 36             | 2,9%     |